# Nickelodeon (film)
Pour les articles homonymes, voir Nickelodeon.
Pour plus de détails, voir Fiche technique et Distribution.
Nickelodeon est un film américano-britannique réalisé par Peter Bogdanovich, sorti en 1976. 

## Synopsis
En 1914, Leo Harrigan passe du métier d'avocat à celui d'écrivain, puis de réalisateur de cinéma, tout en ayant d'autres soucis, comme celui d'être éperdument amoureux de Kathleen Cooke.
Alors qu'il réalise une scène où son ami Buck s'élève dans une montgolfière, Kathleen se retrouve coincée dans une corde et se retrouve hissée contre son gré d'une manière peu élégante. Ils continuent à filmer, y compris la montgolfière qui s'écrase sur un train en marche. Comme les images sont excellentes, ils les intègrent au film et réécrivent l'histoire en conséquence. Kathleen devient donc accidentellement l'actrice principale.
Kathleen ayant été sauvée par Buck dans la montgolfière, ils sont maintenant fiancés. Après avoir tourné une scène où ils se marient, ils partent en voiture pour se marier réellement.
Lorsqu'ils se rendent au nickelodeon d'une petite ville, ils sont surpris de voir un film, Tuttle's Muddle, qui est une version remontée des dix films qu'ils ont réalisés jusqu'à présent. Leur attitude change lorsque le public les suit, les reconnaissant comme les vedettes du film. Le groupe se voit proposer un contrat par Atlantic Pictures, qui délocalise dans le Pacifique, et tous partent pour Hollywood.
Leo quitte le New Jersey pour la Californie afin de garder une longueur d'avance sur la Motion Picture Patents Company, qui a pour mission de détruire tout équipement non autorisé violant le Edison Trust. Leo s'installe finalement avec d'autres cinéastes à Hollywoodland, en Californie, et réalise une série de courts métrages dramatiques, romantiques et comiques.
Alors qu'ils pensaient au départ que les films n'étaient qu'un divertissement éphémère, Leo et l'équipe sont profondément marqués lorsqu'ils assistent à la première mondiale, en 1915, de Naissance d'une nation de D. W. Griffith, qui transforme l'industrie cinématographique. Le film est ovationné et Leo ne se sent pas à la hauteur. Après le film, ils rencontrent à nouveau Cobb qui s'adresse à la caméra en s'enthousiasmant pour ce que le cinéma peut apporter. Il veut que Leo fasse un film sur la guerre, ce à quoi il répond « quelle guerre ? ».

## Fiche technique
- Réalisation : Peter Bogdanovich
- Scénario : W. D. Richter et Peter Bogdanovich
- Photographie : László Kovács
- Montage : William C. Carruth
- Musique : Richard Hazard
- Distribution des rôles : Lynn Stalmaster
- Direction artistique : Richard Berger
- Décors : David Silvera
- Costumes : Theadora Van Runkle
- Coordinateur des cascades : Hal Needham
- Production : Robert Chartoff, Frank Marshall et Irwin Winkler
- Société de production : British Lion Film Corporation, Columbia Pictures Corporation et EMI Films
- Société de distribution : Columbia Pictures, EMI Distribution
- Format : Couleur - 1,85:1 - 35 mm - son mono
- Pays d'origine :  États-Unis |  Royaume-Uni
- Genre : Comédie
- Durée : 121 minutes
- Dates de sortie : France, 21 décembre 1976

## Distribution
- Ryan O'Neal (VF : Richard Darbois) : Leo Harrigan
- Burt Reynolds (VF : Marc de Georgi) : Buck Greenway
- Tatum O'Neal (VF : Sylviane Margollé) : Alice Forsyte
- Brian Keith (VF : Georges Aminel) : H.H. Cobb
- Stella Stevens (VF : Michelle Bardollet) : Marty Reeves
- John Ritter (VF : Jean Roche) : Franklin Frank
- Jane Hitchcock (VF : Brigitte Morisan) : Kathleen Cooke
- Jack Perkins : Michael Gilhooley
- Brion James (VF : Patrick Poivey) : l'huissier de justice
- Sidney Armus (VF : Michel Derain) : le juge
- Joe Warfield : Morgan
- Tamar Cooper (VF : Lita Recio) : Edna Mae Gilhooley
- Alan Gibbs : le hooligan
- Mathew Anden (VF : Jacques Ciron) : Hecky
- Lorenzo Music (VF : Alain Dorval) : Mullins
- Arnold Soboloff : l'auteur de Cobb
- Jeffrey Byron : Steve
- Priscilla Pointer : Mabel
- Don Calfa : Waldo
- Philip Bruns (VF : Claude Joseph) : Duncan
- Edward Marshall : le réceptionniste du Rialto
- John Blackwell : Louie
- E.J. Andre (VF : Henri Labussière) : le vieux comédien
- Christa Lang : une comédienne
- Maurice Manson : un comédien
- Louis Guss (VF : Henry Djanik) : Dinsdale
- Frank Marshall : l'assistant de Dinsdale
- Andrew Winner : le régisseur
- Matilda Calnan : la boulangère allemande
- Gustaf Unger (VF : Marc Cassot) : le producteur allemand
- Bertil Unger (VF : Hans Verner) : le jumeau du producteur allemand
- James O'Connell (VF : Jean Berger) : le voyou vêtu de noir
- Ric Mancini : un autre voyou
- Mark Dennis : le tailleur de Cobb
- E. Hampton Beagle : le conducteur du train
- Hedgemon Lewis (VF : Michel Bardinet) : le serveur dans le train
- Bill Riddle : Sally
- Dino Judd : le vieillard
- Harry Carey Jr. (VF : Jean Violette) : Dobie
- James Best (VF : Jean-Louis Maury) : Jim « Jimmy », le footballeur
- Jack Verbois : Jack
- John Chappell : John
- George Gaynes (VF : Claude Nicot) : Reginald Kingsley
- Carleton Rippel : l'homme du dépôt
- Rita Abrams : une demoiselle hollandaise
- Sara Jane Gould : une demoiselle hollandaise
- Mary Beth Bell : une demoiselle hollandaise
- M. Emmet Walsh (VF : William Sabatier) : « Père » Logan
- Miriam Byrd Nethery (VF : Paule Emanuele) : Tante Lola (Lula en VO)
- Rusty Blitz : l'aboyeur du Nickelodeon
- Les Josephson (VF : Jean Berger) : le vigile mafieux
- Tom Erhart (VF : Michel Paulin) : le projectionniste
- Griffin O'Neal (VF : Vincent Ropion) : le coursier à vélo
- Patricia O'Neal (VF : Claude Chantal) : une fan de films
- Morgan Farley : un fan de films
- Anna Thea : une fan de films
- Elaine Partnow : une fan de films
- Joseph G. Medalis : un fan de films
- Billy Beck : un fan de films
- Roger Hampton : un fan de films
- Gordon Hurst (VF : Patrick Poivey) : l'agent de police
- Charles Thomas Murphy : l'agent immobilier
- Hamilton Camp (VF : Henri Labussière) : Blacker, le représentant de la firme Atlantic Pictures
- Ted Gehring (VF : René Bériard) : Stoneman
- Stanley Brock : Parker
- Vincent Milana : le metteur en scène faisant tourner Frank
- Lee Gordon Moore (VF : Jacques Balutin) : le metteur en scène faisant tourner Alice
- John Finnegan (VF : Michel Bardinet) : le metteur en scène faisant tourner Kathleen
- Christian Grey (VF : René Arrieu) : le metteur en scène faisant tourner Buck
- Robert E. Ball : l'acteur
- Chief Elmer Tugsmith (VF : Bernard Musson) : Elmer, l'Indien